# II Весов
II Весов (лат. II Librae), HD 133912 — одиночная переменная звезда в созвездии Весов на расстоянии приблизительно 1405 световых лет (около 431 парсека) от Солнца. Видимая звёздная величина звезды — от +8,19m до +8,05m.

## Характеристики
II Весов — красный гигант, пульсирующая полуправильная переменная звезда типа SRB (SRB) спектрального класса M3III.